# Конан (Лоар и Шер)
Конан (фр. Conan) насеље је и општина у централној Француској у региону Центар (регион), у департману Лоар и Шер која припада префектури Блоа.
По подацима из 2005. године у општини је живело 192 становника, а густина насељености је износила 12 становника/km². Општина се простире на површини од 15,3 km². Налази се на средњој надморској висини од 121 метар (максималној 126 m, а минималној 97 m).

## Демографија
| 1962. | 1968. | 1975. | 1982. | 1990. | 1999. | 2011. |
| ----- | ----- | ----- | ----- | ----- | ----- | ----- |
| 258   | 229   | 204   | 170   | 157   | 189   | 203   |

График промене броја становника у току последњих година